# Astragalus brachyrachis
Astragalus brachyrachis är en ärtväxtart som beskrevs av Mikhail Grigoríevič Popov. Astragalus brachyrachis ingår i släktet vedlar, och familjen ärtväxter. Inga underarter finns listade i Catalogue of Life.